# ATP do Guarujá
O Torneio do Guarujá de Tênis foi uma competição de tênis disputada na cidade litorânea do Guarujá em São Paulo durante a década de 1980 e começo da década de 1990. Foi uma das mais importantes competições do tênis disputadas em solo brasileiro. 

## História
O torneio era originalmente parte do circuito de tênis Grand Prix. Foi jogado em uma superfície de carpete no ano de sua inauguração, 1981, antes de mudar para quadras de saibro no ano seguinte até o último ano, em 1992. O torneio foi suspenso pela ATP entre 1984 e 1986.
Em 1982, o evento foi rebaixado para um ATP Challenger. Em separado foi disputado em 1992. Dois torneios excepcionalmente também foram jogados em 1991. Um em fevereiro e outro em novembro.
Alguns tenistas brasileiros obtiveram grande sucesso no torneio, em especial, Luiz Mattar que o venceu por três vezes consecutivas.

## Finais

### Simples
| Ano                                     | Campeão         | Vice-campeão    | Resultado     |
| --------------------------------------- | --------------- | --------------- | ------------- |
| 1992                                    | Carsten Arriens | Alex Corretja   | 7–6, 6–3      |
| 1991 (out)                              | Javier Frana    | Markus Zoecke   | 2–6, 7–6, 6–3 |
| 1991 (fev)                              | Patrick Baur    | Fernando Roese  | 6–2, 6–3      |
| 1990                                    | Martin Jaite    | Luiz Mattar     | 3–6, 6–4, 6–3 |
| 1989                                    | Luiz Mattar     | Jimmy Brown     | 7–6, 6–4      |
| 1988                                    | Luiz Mattar     | Eliot Teltscher | 6–3, 6–3      |
| 1987                                    | Luiz Mattar     | Cassio Motta    | 6–3, 5–7, 6–2 |
| Torneio não realizado entre 1986 e 1984 |                 |                 |               |
| 1983                                    | José Luis Clerc | Mats Wilander   | 3–6, 7–5, 6–1 |
| 1982                                    | Van Winitsky    | Carlos Kirmayr  | 6–3, 6–3      |
| 1981                                    | Carlos Kirmayr  | Ricardo Cano    | 6–4, 6–2      |

### Duplas
| Ano                                     | Campeões                          | Vice-campeões                   | Resultado     |
| --------------------------------------- | --------------------------------- | ------------------------------- | ------------- |
| 1992                                    | Christer Allgårdh Carl Limberger  | Diego Pérez Francisco Roig      | 6–4, 6–3      |
| 1991 (out)                              | Jacco Eltingh Paul Haarhuis       | Bret Garnett Todd Nelson        | 6–3, 7–5      |
| 1991 (fev)                              | Olivier Delaître Rodolphe Gilbert | Shelby Cannon Greg Van Emburgh  | 6–2, 6–4      |
| 1990                                    | Javier Frana Gustavo Luza         | Luiz Mattar Cássio Motta        | 7–6, 7–6      |
| 1989                                    | Ricardo Acioly Dácio Campos       | César Kist Mauro Menezes        | 7–6, 7–6      |
| 1988                                    | Ricardo Acuña Luke Jensen         | Javier Frana Diego Pérez        | 6–1, 6–4      |
| 1987                                    | Luiz Mattar Cássio Motta          | Martin Hipp Tore Meinecke       | 7–6, 6–1      |
| Torneio não realizado entre 1986 e 1984 |                                   |                                 |               |
| 1983                                    | Tim Gullikson Tomáš Šmíd          | Shlomo Glickstein Van Winitsky  | 6–4, 6–7, 6–4 |
| 1982                                    | Phil Dent Kim Warwick             | Carlos Kirmayr Cássio Motta     | 6–7, 6–2, 6–3 |
| 1981                                    | David Carter Paul Kronk           | Ángel Giménez Jairo Velasco Sr. | 6–1, 7–6      |